# Pholenota spatulifera
Pholenota spatulifera är en kräftdjursart som beskrevs av Vervoort 1964. Pholenota spatulifera ingår i släktet Pholenota och familjen Laophontidae. Inga underarter finns listade i Catalogue of Life.